# Milica Jovanović
Milica Jovanović (* 2. Juni 1983 in Dülmen) ist eine deutsch-serbische Sängerin und Musicaldarstellerin.

## Leben
Nach dem Abitur absolvierte Jovanović unter Victoria Hall den Diplom-Studiengang Musical an der Bayerischen Theaterakademie August Everding in München und war Stipendiatin an der Royal Academy of Music in London.
Schon während ihres Studiums sang sie am Münchner Staatstheater am Gärtnerplatz. Nach ihrem Abschluss wurde sie Solistin im Ensemble und sang in verschiedenen Opern und Musicals, darunter als Papagena in der Zauberflöte und als Eliza in My Fair Lady.
Nach fünf Jahren am Gärtnerplatztheater begann Jovanović ihre Arbeit als freie Sängerin. Sie spielte Magnolia in Show Boat bei den Bad Hersfelder Festspielen, Betty Schaefer in Sunset Boulevard in Magdeburg und die Hauptrolle in Evita am Hessischen Staatstheater in Wiesbaden.
Im Jahr 2013 verkörperte sie die Rolle der Christine in der deutschsprachigen Erstaufführung des Musicals Liebe stirbt nie von Andrew Lloyd Webber im Ronacher Wien. Im Sommer 2014 war sie als alternierende Kate in Kiss Me, Kate bei den Bad Hersfelder Festspielen unter der Regie von Stefan Huber zu sehen. Danach spielte sie Winifred Banks in der deutschsprachigen Erstaufführung von Mary Poppins an den Vereinigten Bühnen Wien. Im Sommer 2016 war sie bei den Freilichtspielen Tecklenburg als Guinevere in Artus – Excalibur zu sehen. Anschließend erhielt sie die weibliche Hauptrolle der Eleonore Schikaneder in Schikaneder, einer Musical-Eigenproduktion der Vereinigten Bühnen Wien. Für den Sommer 2017 erhielt Jovanovic die Rolle der Ich in Rebecca bei den Freilichtspielen Tecklenburg; im Folgejahr verkörperte sie ebendort Fantine in Les Misérables.
Jovanović  wurde mit verschiedenen Preisen ausgezeichnet, darunter der erste Platz beim MUT Wettbewerb in Klagenfurt und der Walter-Kaminsky-Preis beim Bundeswettbewerb Gesang.

## Rollen
- Aida (Musical) (als Nehebka) – Freilichtspiele Tecklenburg – 2009
- Evita (Musical) (als Ensemblemitglied) – Freilichtspiele Tecklenburg – 2009
- Zauberflöte (als Papagena) – Staatstheater am Gärtnerplatz München – 2010 bis 2012
- My Fair Lady (als Eliza) – Staatstheater am Gärtnerplatz München – 2010 bis 2011
- Der Zauberer von Oz (als Dorothy) – Staatstheater am Gärtnerplatz München – 2009 bis 2012
- Anatevka (als Hodel) – Bad Hersfelder Festspiele – 2012
- The Sound of Music (als Maria) – Salzburger Landestheater 2012–2018
- Show Boat (als Magnolia) – Bad Hersfelder Festspielen – 2013
- Sunset Boulevard (als Betty Schaefer) –  Magdeburg – 2010 bis 2011
- Evita (als  Evita) – Hessisches Staatstheater  Wiesbaden – 2013 bis 2014
- Liebe stirbt nie – (als Christine) – Ronacher Wien – 2013
- Kiss Me, Kate (als alternierende Kate) – Bad Hersfelder Festspielen – 2014
- Mary Poppins (als  Winifred Banks) – Vereinigte Bühnen Wien – 2014 bis 2016
- Artus – Excalibur (als Guinevere) – Freilichtspiele Tecklenburg – 2016
- Schikaneder (als Eleonore Schikaneder) – Vereinigte Bühnen Wien – 2016
- Rebecca (als Ich) – Freilichtspiele Tecklenburg – 2017
- Les Misérables (als Fantine) – Freilichtspiele Tecklenburg – 2018
- Der kleine Horrorladen (als  Audrey) – Theater Magdeburg – 2017 bis 2019
- Meine Stille Nacht (als Elisabeth) – Salzburger Landestheater – 2018
- Don Camillo & Peppone (als Gina) – Freilichtspiele Tecklenburg – 2019
- Doktor Schiwago (als Lara) – Freilichtspiele Tecklenburg – 2019
- Jekyll & Hyde (als Lisa Carew) – Theater Dortmund – 2019[6]
- Sunset Boulevard (als Betty Schaefer) – Theater Kiel – 2023
- Mamma Mia! (als Rosie) – Seefestspiele Mörbisch – 2023[7]